# Llista de vertebrats del Vallès Occidental
Aquesta és una llista d'espècies animals del Vallès Occidental que se cenyeix a la susdita comarca però no pas a la seua estricta delimitació administrativa sinó més aviat als seus límits naturals o físics, ja que, des d'un punt de vista faunístic, només els elements topogràfics són els que delimiten una regió. En aquest sentit, el riu Llobregat marca el límit d'aquesta comarca a l'occident i la Riera de Caldes a l'orient. Per la banda nord s'hi inclou la totalitat del massís de Sant Llorenç del Munt i la Serra de l'Obac, ja que formen una unitat geogràfica. I, per acabar, la Serra de Collserola separa la comarca pel sud de la plana del Barcelonès.

## Peixos
| Nom científic               | Nom català                      | Altres noms d'àmbit comarcal | Indrets on es troba | Imatge       |
| --------------------------- | ------------------------------- | ---------------------------- | --- | ------------ |
| Leuciscus cephalus          | Bagra                           |                              | Llobregat (fins a Olesa de Montserrat) i les rieres que hi desguassen. També als cursos superiors del riu Ripoll i de la Riera de Caldes, i rieres del vessant del riu Ripoll | Bagra        |
| Phoxinus phoxinus           | Barb roig, vairó                |                              | Curs alt i mitjà del riu Ripoll fins a l'alçada de la fàbrica Satina, S.A. | Barb roig    |
| Scardinius erythrophthalmus | Gardí                           |                              | A tota la conca del Llobregat i al Pantà de Sant Llorenç (riu Ripoll). | Gardí        |
| Barbus barbus               | Barb comú                       |                              | Curs mitjà i baix del Llobregat. | Barb comú    |
| Barbus meridionalis         | Barb de l'Ebre, barb de Graells |                              | Rieres i rierols d'aigües netes i cursos regulars dels vessants del Llobregat i del Ripoll                                                                                    |              |
| Carassius auratus           | carpí daurat                    |                              | Petits embassaments com el de Sant Llorenç Savall o el de Granera. També al Llobregat.                                                                                        | Peix vermell |
| Carassius carassius         | Carpí                           |                              | Llobregat i alguns pantans i basses de la seua conca. | Carpí        |
| Cyprinus carpio             | Carpa, carpa d'Holanda          |                              | Conca del Llobregat. | Carpa        |
| Tinca tinca                 | Tenca                           |                              | Llobregat (tot i que hi és rara a causa de la contaminació). | Tenca        |
| Ameiurus nebulosus          | Peix gat bru                    |                              | Embassaments artificials de la comarca. | Peix gat bru |
| Anguilla anguilla           | Anguila                         |                              | Llobregat (zona d'Olesa de Montserrat-Monistrol de Montserrat). | Anguila      |
| Gambusia affinis            | Gambúsia                        |                              | Pantà de Can Borrell, proper a Sant Cugat del Vallès. | Gambúsia     |
| Lepomis gibbosus            | Peix sol                        |                              | Pantans de Can Borrell i de Can Bogunyà. | Peix sol     |

## Amfibis
| Nom científic         | Nom català                                                     | Altres noms d'àmbit comarcal | Indrets que habita | Imatge                                                         |
| --------------------- | -------------------------------------------------------------- | ---------------------------- | --- | -------------------------------------------------------------- |
| Salamandra salamandra | Salamandra                                                     |                              | Boscos de la zona nord, Parc Natural de Sant Llorenç del Munt i l'Obac, Gallifa, boscos dels marges del riu Ripoll i Serra de Collserola | Salamandra                                                     |
| Triturus marmoratus   | Tritó verd, tritó marbrat                                      |                              | Sentmenat i, sembla ser, alguna font sota La Mola.                                                                                       | Tritó verd, tritó marbrat                                      |
| Pelobates cultripes   | Gripau d'esperons                                              |                              | Plana vallesana, Bellaterra i Serra de Collserola                                                                                        | Gripau d'esperons                                              |
| Pelodytes punctatus   |                                                                |                              | Sud de la comarca, especialment a la Serra de Collserola                                                                                 | Granoteta de punts, gripau puntejat                            |
| Bufo spinosus         | Gripau comú                                                    | Galàpet, galàpet garriguer   | Conreus i hortes de la plana, i als alzinars i pinedes humides.                                                                          | Gripau comú                                                    |
| Epidalea calamita     | Gripau corredor, gripau ratllat                                |                              | A la plana i al Baix Vallès (localitats properes a Sabadell, Matadepera, Bellaterra, Castellar del Vallès, etc.)                         | Gripau corredor, gripau ratllat                                |
| Hyla meridionalis     | Reineta meridional, regina                                     |                              | Vegetació propera als corrents d'aigua, així com als boscos de ribera i hortes de la comarca.                                            | Reineta meridional, regina                                     |
| Discoglossus pictus   | Granota pintada, tòtil granoter, gripau pintat, tòtil granoter |                              | Sant Jaume d'Olesa de Montserrat | Granota pintada, tòtil granoter, gripau pintat, tòtil granoter |
| Alytes obstetricans   | Tòtil                                                          | Còtil                        | Conreus, hortes, erms i alzinars que són a prop d'alguna bassa o rierol                                                                  | Tòtil                                                          |
| Pelophylax perezi     | Granota verda                                                  |                              | A tota la vall del Ripoll i del Llobregat                                                                                                | Granota verda                                                  |

## Rèptils
| Nom científic           | Nom català                               | Altres noms d'àmbit comarcal | Indrets on es troba | Imatge                                   |
| ----------------------- | ---------------------------------------- | ---------------------------- | --- | ---------------------------------------- |
| Anguis fragilis         | Vidriol, llisona, noia, serp de vidre    | Lliseta, serp cega           | Arreu de la comarca (especialment abundant a Matadepera, Ribatallada, Gallifa, Serra de Collserola, Vall d'Horta, etc.).                                                                           | Vidriol, llisona, noia, serp de vidre    |
| Tarentola mauritanica   | Dragó, dragó comú, dragó negre           |                              | A tota la comarca: parets dels edificis rurals i urbans, marges de pedra de vinyes i conreus, cingleres, etc.                                                                                      | Dragó, dragó comú, dragó negre           |
| Psammodromus algirus    | Sargantana cuallarga, sargantaner gros   | Sargantaner                  | A totes les pinedes properes al Parc Natural de Sant Llorenç del Munt i l'Obac, als boscos del marge dret del riu Ripoll i del Llobregat, i a les pinedes i brolles properes a Sabadell i Terrassa | Sargantana cuallarga, sargantaner gros   |
| Psammodromus hispanicus | Sargantana corredora, sargantaner petit  |                              | Voltants de Matadepera i de Sant Jaume d'Olesa de Montserrat | Sargantana corredora, sargantaner petit  |
| Lacerta lepida          | Llangardaix ocel·lat, llangardaix comú   |                              | A tota la plana del Vallès | Llangardaix ocel·lat, llangardaix comú   |
| Podarcis muralis        | Sargantana roquera                       |                              | A la muntanya i als pedregars propers a les zones boscoses. | Sargantana roquera                       |
| Podarcis hispanica      | Sargantana ibèrica                       |                              | Tant a la muntanya com a la plana (jardins i solars abandonats dins les ciutats). | Sargantana ibèrica                       |
| Malpolon monspessulanus | Serp verda, colobra bastarda             |                              | Erms, camps abandonats, vinyes i boscos clars. | Serp verda, colobra bastarda             |
| Elaphe scalaris         | Serp blanca, serp ratllada               |                              | Conreus, erms, brolles i boscos clars. | Serp blanca, serp ratllada               |
| Natrix natrix           | Serp de collaret                         |                              | Torrents del vessant del riu Llobregat, a la Serra de l'Obac | Serp de collaret                         |
| Natrix maura            | Serp d'aigua, colobra escurçonera        |                              | A totes les rieres i rius. | Serp d'aigua, colobra escurçonera        |
| Coronella girondica     | Serp llisa meridional, colobra bordelesa |                              | Per tot el Vallès | Serp llisa meridional, colobra bordelesa |
| Vipera latastei         | Escurçó ibèric                           |                              | Alt Vallès (el Montcau, Els Emprius, La Mola, Gallifa i Sant Llorenç Savall). | Escurçó ibèric                           |

## Aus
| Nom científic                 | Nom català                                   | Altres noms d'àmbit comarcal | Indrets on es troba | Imatge                                       |
| ----------------------------- | -------------------------------------------- | --- | --- | -------------------------------------------- |
| Ardea cinerea                 | Bernat pescaire                              | | A les valls dels rius Ripoll i Llobregat | Bernat pescaire                              |
| Ardea purpurea                | Agró roig                                    | Garsa marina | Riu Llobregat (prop d'Olesa de Montserrat) i Monistrol de Calders | Agró roig                                    |
| Ixobrychus minutus            | Martinet menut                               | | Per tot el riu Llobregat | Martinet menut                               |
| Ciconia ciconia               | Cigonya blanca                               | Cigonya | Vall del riu Llobregat, Navarcles, Monistrol de Calders, etc. | Cigonya blanca                               |
| Anser anser                   | Oca vulgar                                   | | A tot el Vallès durant la seva migració. | Oca vulgar                                   |
| Anas platyrhynchos            | Ànec collverd                                | Coll-blau, coll-verd, ànec salvatge | És regular a l'època de passera i hivernada als rius Ripoll i Llobregat | Ànec collverd                                |
| Anas crecca                   | Xarxet comú                                  | | No hi és gaire habitual. | Xarxet comú                                  |
| Netta rufina                  | Xibec                                        | | Riera de Caldes | Xibec                                        |
| Aythya marila                 | Morell buixot                                | | A les valls dels rius Ripoll i Llobregat com a via migratòria. | Morell buixot                                |
| Gyps fulvus                   | Voltor, voltor comú                          | | Se n'hi va albirar un exemplar el 22 d'abril del 1978 volant entre el Turó de les Nou Cabres i La Morella, i dirigint-se cap a La Mola | Voltor, voltor comú                          |
| Pernis apivorus               | Aligot vesper                                | | Parc Natural de Sant Llorenç del Munt i l'Obac, Gallifa, Castellsapera, Vacarisses, etc. |                                              |
| Milvus milvus                 | Milà reial                                   | | Mollet | Milà reial                                   |
| Milvus migrans                | Milà negre                                   | | Vacarisses, tot i que antigament criava pels volts del riu Llobregat | Milà negre                                   |
| Accipiter gentilis            | Astor                                        | Astort, esparver gros, falcó perdiguer | Serra de l'Obac (Castellsapera, el Montcau, Coma d'Abella, La Falconera, etc.), Monistrol de Calders, Castellar del Vallès, Rellinars, Moià, Serra de Collserola, Montserrat, etc. | Astor                                        |
| Accipiter nisus               | Esparver vulgar                              | Esparver petit, astoret | Centre de Sabadell, Gallifa, Castellar del Vallès, Sant Llorenç Savall, etc. | Esparver vulgar                              |
| Buteo buteo                   | Aligot comú                                  | Àliga ratonera, àliga ratera, aligot, miloca, basaroca                                                                                          | Gallifa, Cerdanyola del Vallès, Monistrol de Calders, Granera, Talamanca, Castellgalí, Puig de la Creu (Castellar del Vallès), Monistrol de Calders, Vall d'Horta, valls dels rius Ripoll i del Llobregat |                                              |
| Hieraaetus pennatus           | Àliga calçada                                | | Se'n veuen en època de migració. | Àliga calçada                                |
| Hieraaetus fasciatus          | Àliga cuabarrada                             | Àliga perdiguera, àliga de panxa blanca | Alt Vallès. | Àliga cuabarrada                             |
| Aquila chrysaetos             | Àliga daurada                                | Àliga reial | Se n'han vistes com a divagants al Parc Natural de Sant Llorenç del Munt i l'Obac | Àliga daurada                                |
| Circus cyaneus                | Arpella pàl·lida                             | | Se n'ha vist com a migrant. | Arpella pàl·lida                             |
| Circus pygargus               | Esparver cendrós                             | | Ha estat observat comptades vegades i sempre en migració | Esparver cendrós                             |
| Circus aeruginosus            | Arpella vulgar                               | | És una espècie migrant al Vallès | Arpella vulgar                               |
| Circaetus gallicus            | Àliga marcenca                               | | Alt Vallès, Gallifa i zona est de la comarca. | Àliga marcenca                               |
| Falco peregrinus              | Falcó pelegrí                                | Espaver blau, falcó | Era un falcònid típic de les cingleres i espadats de Sant Llorenç del Munt (com ara La Falconera) però actualment ha desaparegut pràcticament per culpa de la caça, del robatori d'ous i polls per a col·leccionistes i de l'ús indiscriminat d'insecticides |                                              |
| Falco subbuteo                | Falcó mostatxut                              | | Sud de la Serra de l'Obac des de juny fins agost |                                              |
| Falco naumanni                | Xoriguer petit                               | | Hi és esporàdicament. | Xoriguer petit                               |
| Falco tinnunculus             | Xoriguer comú                                | Espaver ros, esparver roig, xoriguer, astoret                                                                                                   | Vall d'Horta, Vacarisses, Vall del Llobregat, Monistrol de Calders, Castellsapera i pels volts de Sabadell | Xoriguer comú                                |
| Alectoris rufa                | Perdiu roja                                  | Perdiu (el mascle, perdigot, i els petits, perdigons)                                                                                           | Vall d'Horta, Vacarisses, Vall del Llobregat i Serra de l'Obac | Perdiu roja                                  |
| Coturnix coturnix             | guatlla                                      | Gotlla | Castellar del Vallès, Matadepera i Ca n'Ustrell | guatlla                                      |
| Rallus aquaticus              | Rascló                                       | | Se n'ha observat al riu Ripoll | Rascló                                       |
| Crex crex                     | Guatlla maresa                               | Guatlla malesa | Ha estat observada en època de pas i, potser, d'hivernada. | Guatlla maresa                               |
| Gallinula chloropus           | Polla d'aigua                                | Polla, gallineta | A tota la vall del riu Llobregat, al riu Ripoll, al Pantà de les Conques, Castellar del Vallès i Vall d'Horta | Polla d'aigua                                |
| Fulica atra                   | Fotja vulgar                                 | Fotja, gallina d'aigua | Conca del riu Llobregat, curs superior del riu Ripoll. Havia hivernat al desaparegut pantà de la Xoriguera | Fotja vulgar                                 |
| Vanellus vanellus             | Fredeluga                                    | Capellina | Hi és com a hivernant a camps propers a la vall del riu Llobregat, Caldes de Montbui, etc. Temps enrere també era present a camps propers a Cerdanyola del Vallès | Fredeluga                                    |
| Tringa nebularia              | Gamba verda                                  | | Se n'ha vist en època de passera al riu Llobregat | Gamba verda                                  |
| Actitis hypoleucos            | Xivitona vulgar                              | | Comuna en migració a la majoria de rius i rieres de la comarca. | Xivitona vulgar                              |
| Scolopax rusticola            | Becada, cega                                 | | És regular en llocs humits i obacs (com ara xaragalls i alzinars) de la comarca. | Becada, cega                                 |
| Gallinago gallinago           | Becadell comú                                | Becadell, becada petita | Observada com a migrant al Torrent del Burc, prop de Sant Llorenç Savall | Becadell comú                                |
| Burhinus oedicnemus           | Torlit                                       | Xarlot | Hi és com una espècie migrant als camps de secà | Torlit                                       |
| Larus ridibundus              | Gavina vulgar                                | | És una espècie hivernant a la vall del riu Llobregat (a la vora de rius i camps de conreu). | Gavina vulgar                                |
| Larus argentatus              | gavià argentat, gavià argentat de potes rosa | | Hi és cada vegada més nombrós. | gavià argentat, gavià argentat de potes rosa |
| Columba palumbus              | Tudó                                         | | Alzinars i pinedes del Parc Natural de Sant Llorenç del Munt i l'Obac. | Tudó                                         |
| Columba oenas                 | Xixella                                      | | Vacarisses, a les vores del Llobregat, cingleres de Montserrat i zona nord-est de la comarca. | Xixella                                      |
| Streptopelia turtur           | Tórtora                                      | | Hortes, conreus, pinedes i tota la conca del Llobregat | Tórtora                                      |
| Cuculus canorus               | Cucut                                        | | Pinedes, alzinars i boscos de ribera de la comarca. | Cucut                                        |
| Clamator glandarius           | Cucut garser, cucut reial                    | | Migrador a la comarca. Avistaments a Can Arnella | Cucut garser, cucut reial                    |
| Tyto alba                     | Òliba                                        | Xibeca o xot | Parc Natural de Sant Llorenç del Munt i l'Obac i voltants. | Òliba                                        |
| Bubo bubo                     | Duc                                          | | Moià, Monistrol de Calders, Montserrat, Parc Natural de Sant Llorenç del Munt i l'Obac, Caldes de Montbui, Alt Vallès i a certes cingleres del riu Llobregat. | Duc                                          |
| Asio otus                     | Mussol banyut                                | Duc petit | Coll Munner i Parc Natural de Sant Llorenç del Munt i l'Obac | Mussol banyut                                |
| Asio flammeus                 | Mussol emigrant                              | | Gallifa | Mussol emigrant                              |
| Otus scops                    | Xot                                          | Xut | Valls del Llobregat i del Ripoll, Castellar del Vallès i Parc Natural de Sant Llorenç del Munt i l'Obac. | Xot                                          |
| Athene noctua                 | Mussol comú                                  | Mussol | Plana vallesana. | Mussol comú                                  |
| Strix aluco                   | Gamarús                                      | Cabrota | Parc Natural de Sant Llorenç del Munt i l'Obac. | Gamarús                                      |
| Caprimulgus europaeus         | Enganyapastors                               | | Conreus, erms, clarianes de bosc i pinedes poc denses de la comarca. | Enganyapastors                               |
| Apus apus                     | Falciot negre                                | Falciot, falzilla i falzia | Parc Natural de Sant Llorenç del Munt i l'Obac i ciutats dels voltants, com ara Sabadell, Terrassa, Castellar del Vallès, etc. |                                              |
| Apus melba                    | Ballester                                    | Falzia de panxa blanca | Montserrat, Sabadell, Terrassa, Barberà del Vallès, Castellar del Vallès, etc. | Ballester                                    |
| Upupa epops                   | Puput                                        | | Bosquets clars, hortes i camps de la comarca. | Puput                                        |
| Alcedo atthis                 | Blauet                                       | Martinet | Riu Llobregat i els seus afluents, riu Ripoll a Castellar del Vallès, Gallifa i Monistrol de Calders | Blauet                                       |
| Merops apiaster               | Abellerol                                    | Pallarol, baiarol | Bastant comú a la conca del riu Llobregat, mentre que a la del Ripoll i al Vallès en general, hi és més aviat escàs. | Abellerol                                    |
| Jynx torquilla                | Colltort                                     | | Cabrianes, indrets propers a la Vall del Llobregat i Olesa de Montserrat | Colltort                                     |
| Picus viridis                 | Picot verd                                   | Pigot | Pinedes, boscos de ribera, rouredes i alzinars de la comarca. | Picot verd                                   |
| Dendrocopos major             | Picot garser gros                            | Pigot picapinyes (a Moià) | Sant Llorenç Savall, Monistrol de Calders, Castellterçol, Moià i Matadepera | Picot garser gros                            |
| Melanocorypha calandra        | Calàndria                                    | | Vall d'Horta | Calàndria                                    |
| Galerida cristata             | Cogullada vulgar                             | Cogullada | Camps, erms i, sobretot, planes de la comarca. | Cogullada vulgar                             |
| Lullula arborea               | Cotoliu                                      | | Pedregars i farigolars del Parc Natural de Sant Llorenç del Munt i l'Obac. | Cotoliu                                      |
| Alauda arvensis               | Alosa vulgar                                 | Alosa | Camps del Baix Vallès | Alosa vulgar                                 |
| Riparia riparia               | Oreneta de ribera                            | | Espècie migrant a la Vall del Llobregat | Oreneta de ribera                            |
| Ptyonoprogne rupestris        | Roquerol                                     | Oreneta roquetera | Parc Natural de Sant Llorenç del Munt i l'Obac | Roquerol                                     |
| Hirundo rustica               | Oreneta vulgar                               | | Zones rurals de la comarca (com ara masies i granges) i, fins i tot, a les ciutats, encara que normalment situada als afores. | Oreneta vulgar                               |
| Hirundo daurica               | Oreneta cua-rogenca                          | | Se n'hi va observar un exemplar en una masia a pocs quilòmetres de Sant Llorenç Savall | Oreneta cua-rogenca                          |
| Delichon urbica               | Oreneta cuablanca                            | Oreneta, culblanc | Urbs, pobles i certs cingles de la comarca. | Oreneta cuablanca                            |
| Anthus campestris             | Trobat                                       | Cotoliu (com tots els ocells del gènere Anthus)                                                                                                 | Estiuenc a la comarca. | Trobat                                       |
| Anthus pratensis              | Titella                                      | | Força comuna als camps, hortes i erms a l'hivern, i també a prop de corrents d'aigua. Moltes vegades vista en grups als camps de cereals i herbeis de tota la comarca, però principalment a la conca del riu Llobregat | Titella                                      |
| Anthus trivialis              | Piula dels arbres                            | | N'hi ha albiraments en època de pas. | Piula dels arbres                            |
| Anthus spinoletta             | Grasset de muntanya                          | | Avistament d'un exemplar als Gorgs Blaus, prop de Monistrol de Calders | Grasset de muntanya                          |
| Motacilla cinerea             | Cuereta torrentera                           | Pasqüeta, cuereta, cureta, cueta (afegint a tots ells l'adjectiu "groga"). També pastorella i pastorell                                         | Rieres de Talamanca, de Gallifa, de la Bauma, de la Vall d'Horta, rius Ripoll i Llobregat. També és present a masies i nuclis de població (com ara, a Castellar del Vallès). | Cuereta torrentera                           |
| Motacilla alba                | Cuereta blanca                               | Els mateixos que l'anterior però afegint-hi l'adjectiu "blanca"                                                                                 | Rius Ripoll, Llobregat, i també els camps. A l'hivern és molt comuna a tota mena de camps, camins i, fins i tot, carreteres, a causa de l'afluència de poblacions nòrdiques. També cria en construccions humanes, especialment masies | Cuereta blanca                               |
| Lanius senator                | Capsigrany                                   | | A partir del maig s'estableix als camps, clarianes de bosc, matollars i bosquets molt aclarits de la comarca. | Capsigrany                                   |
| Lanius excubitor              | Botxí septentrional                          | Garsa creuera | Garrigues, conreus i bosquets circumdants de la comarca. També en llocs que han estat cremats com és el cas de la Vall d'Horta. Igualment a Coll Gabatx, Les Arenes, Coll Munner, Navarcles, Vacarisses i Monistrol de Calders | Botxí septentrional                          |
| Cinclus cinclus               | Merla d'aigua                                | | Riera de Gallifa i Pont de la Betzuca. | Merla d'aigua                                |
| Troglodytes troglodytes       | Caragolet                                    | Ull de bou, fraret, tallareta de bardissa | Arbustos dels boscos de ribera, alzinars, torrenteres i xaragalls de la comarca. | Caragolet                                    |
| Prunella collaris             | Cercavores                                   | | Visita la comarca sobretot a l'hivern i s'hi instal·la als plans careners del Parc Natural de Sant Llorenç del Munt i l'Obac i a Montserrat | Cercavores                                   |
| Prunella modularis            | Pardal de bardissa                           | | Llocs humits de la comarca, com ara la vora de conques fluvials, rieres i xaragalls. | Pardal de bardissa                           |
| Cettia cetti                  | Rossinyol bord                               | | Corrents d'aigua, canyissars, xaragalls i hortes del Vallès | Rossinyol bord                               |
| Acrocephalus scirpaceus       | Boscarla de canyar                           | | Riu Llobregat. Esmentat com a niador a Monistrol de Calders | Boscarla de canyar                           |
| Acrocephalus arundinaceus     | Balquer                                      | Tri-tri | Canyissars del riu Llobregat, riu Ripoll i rieres de la comarca. | Balquer                                      |
| Hippolais polyglotta          | Bosqueta vulgar                              | Mosqueta, bosqueta, bosquereta, picamosques | Vora de rieres, boscos de ribera, conreus i ermots de la comarca. | Bosqueta vulgar                              |
| Sylvia hortensis              | Tallarol emmascarat                          | Tallarol, tallaret, tallareta | Vacarisses i Castellar del Vallès |                                              |
| Sylvia borin                  | Tallarol gros                                | Tallarol, tallaret, tallareta | Comú a la Serra de l'Obac i en certes pinedes de rojalet a l'est i nord de la comarca. | Tallarol gros                                |
| Sylvia atricapilla            | Tallarol de casquet                          | Tallarol, tallaret, tallareta | Boscos clars, brolles i, àdhuc, jardins urbans (sobretot, humits) del Vallès | Tallarol de casquet                          |
| Sylvia communis               | Tallareta vulgar                             | Tallarol, tallaret, tallareta | Zones antigament cremades on hi ha espessos matollars, sobretot d'estepes. | Tallareta vulgar                             |
| Sylvia melanocephala          | Tallarol capnegre                            | Tallarol, tallaret, tallareta | Conreus, replans assolellats i, fins i tot, jardins urbans. | Tallarol capnegre                            |
| Sylvia cantillans             | Tallarol de garriga                          | Tallarol, tallaret, tallareta | Típic de brolles, garrigues, pinedes de pi blanc amb poca densitat d'arbres però amb molta de matolls, com ara els estepars de la carena i roqueters del Parc Natural de Sant Llorenç del Munt i l'Obac | Tallarol de garriga                          |
| Sylvia conspicillata          | Tallarol trencamates                         | Tallarol, tallaret, tallareta | Garrigues seques i aïllades del Vallès. |                                              |
| Sylvia undata                 | Tallareta cuallarga                          | Tallarol, tallaret, tallareta | Abunda als estepars de dalt la carena del Parc Natural de Sant Llorenç del Munt i l'Obac i als marges de conreus, oliverars i camps abandonats de la Plana del Vallès. | Tallareta cuallarga                          |
| Phylloscopus collybita        | Mosquiter comú                               | Bosqueta, mosqueta, bosquereta | S'hi veu a l'hivern a boscos clars i, sobretot, en hortes properes als rius o rieres i jardins urbans. | Mosquiter comú                               |
| Phylloscopus bonelli          | Mosquiter pàl·lid                            | Tuic | Molt comú als boscos de coníferes (sobretot de pi bord), boscos mixtos d'alzines, pinedes de pi roig i rouredes de la comarca. | Mosquiter pàl·lid                            |
| Regulus regulus               | Mosquiter reietó                             | Reietó | Hiverna al Parc Natural de Sant Llorenç del Munt i l'Obac en pinedes i alzinars de les fondalades. | Mosquiter reietó                             |
| Regulus ignicapillus          | Bruel                                        | Reietó | Present als alzinars, pinedes, rouredes, avellanoses i, fins i tot, jardins urbans de la comarca. | Bruel                                        |
| Cisticola juncidis            | Trist                                        | | Hortes, conreus, erms, fenassars, canyars, jonqueres i, fins i tot, solars abandonats del centre de Sabadell i d'altres localitats de la comarca. | Trist                                        |
| Ficedula hypoleuca            | Mastegatatxes                                | Papamosques, picamosques, picafigues, papafigues                                                                                                | Boscos clars i a la vora de rieres. En època de cria se n'ha vist a Ribatallada i a Can Pagès | Mastegatatxes                                |
| Muscicapa striata             | Papamosques gris                             | Papamosques, picamosques, picafigues i papafigues                                                                                               | Boscos clars, garrigues seques, camps de secà i rieres properes a Can Pagès i Gallifa | Papamosques gris                             |
| Saxicola rubetra              | Bitxac rogenc                                | | Se n'hi ha produït uns quants albiraments en època de migració | Bitxac rogenc                                |
| Saxicola torquata             | Bitxac comú                                  | Cagamànecs, cagamànec | Camps de conreu, vinyes, boscos clars, marges i brolles de la comarca. | Bitxac comú                                  |
| Oenanthe oenanthe             | Còlit gris                                   | Còbits, còbics, culblanc i cuablanc (tots els ocells del gènere Oenanthe són coneguts al Vallès Occidental amb aquestes mateixes denominacions) | Roqueters, farigolars i pedregars del Parc Natural de Sant Llorenç del Munt i l'Obac i Montserrat | Còlit gris                                   |
| Oenanthe hispanica            | Còlit ros                                    | | Pedregars, matollars dispersos i vinyes de la comarca durant l'època de migració | Còlit ros                                    |
| Monticola solitarius          | Merla blava                                  | | Comú als tallats de roca, pedregars i cingles calcaris (Vacarisses, Gallifa, Montserrat, etc.). |                                              |
| Phoenicurus ochruros          | Cotxa fumada                                 | Cua-roig | Llocs rocallosos, replans amb pedregars, parts baixes dels cingles i balmes de roca com els que hi ha al Parc Natural de Sant Llorenç del Munt i l'Obac, Montserrat i Gallifa | Cotxa fumada                                 |
| Phoenicurus phoenicurus       | Cotxa cua-roja                               | Cua-roig | Cria en construccions humanes i voltants de boscos de la comarca. | Cotxa cua-roja                               |
| Erithacus rubecula            | Pit-roig                                     | Rupit, barba-roig | La població que hi nidifica s'estableix a les canals més humides (preferentment en alzinars i boscos caducifolis), bardissars, xaragalls, torrents, pinedes de pi roig i pinassa i, de vegades, pinedes de pi blanc espesses. A l'hivern, la població hivernant que arriba del nord ocupa qualsevol biòtop: des dels pedregars fins a dalt les esplanades més altes del Parc Natural de Sant Llorenç del Munt i l'Obac i Montserrat, així com boscos de tota mena, conreus i jardins urbans. | Pit-roig                                     |
| Luscinia megarhynchos         | Rossinyol                                    | | Hi arriba, generalment, a mitjan abril i s'hi instal·la en boscos de ribera, petits xaragalls, bardissars, alzinars i on hi hagi una bona espessor de vegetació | Rossinyol                                    |
| Turdus torquatus              | Merla de pit blanc                           | | Se n'hi veu en migració i, esporàdicament, n'hi ha exemplars hivernants als pedregars careners de el Montcau i a Sant Llorenç del Munt | Merla de pit blanc                           |
| Turdus merula                 | Merla                                        | Merla (femella) i merlot (mascle) | Alzinars espessos, pinedes, torrenteres, a la vora dels rius, boscos de ribera i, fins i tot, jardins i parcs urbans. | Merla                                        |
| Turdus iliacus                | Tord ala-roig                                | | A tota la Plana del Vallès | Tord ala-roig                                |
| Turdus philomelos             | Tord comú                                    | Tord | Durant l'hivern hi és comú en camps, hortes i boscos clars. També és present a l'Alt Vallès i Montserrat | Tord comú                                    |
| Turdus viscivorus             | Griva                                        | | Hi és freqüent durant tot l'any en clarianes de bosc i marges de zones de conreu, tot i que a l'època de cria prefereix les zones més boscanes i, a l'hivern, baixa més a les zones conreades i obertes. | Griva                                        |
| Aegithalos caudatus           | Mallerenga cuallarga                         | | Hi és molt comú en pinedes i alzinars. | Mallerenga cuallarga                         |
| Parus cristatus               | Mallerenga emplomallada                      | Mallerenga de cresta | Hi és visible en boscos secs (sempre coníferes) de pi pinyoner i pi bord, si bé per niar prefereix boscos humits com rouredes, pinedes de rojalet i pinassa | Mallerenga emplomallada                      |
| Parus ater                    | Mallerenga petita                            | | Pinedes de pi roig, boscos mixtos de pi blanc i alzina, boscos de coníferes i rouredes, tot i que en algunes zones de la Serra de l'Obac, i a una altra de rojalet i pinasses de Monistrol de Calders també és abundant. | Mallerenga petita                            |
| Parus caeruleus               | Mallerenga blava                             | Mallerenga primavera, primavera | Boscos humits (com el de ribera), xaragalls, rouredes, boscos de pi roig i avellanoses. | Mallerenga blava                             |
| Parus major                   | Mallerenga carbonera                         | Carbonera | Pinedes, camps, horts, boscos de ribera i, també, grevoloses i avellanoses de les parts culminants de Sant Llorenç del Munt i Montserrat | Mallerenga carbonera                         |
| Tichodroma muraria            | Pela-roques                                  | Frare | Parets de roca i pedregars de Sant Llorenç del Munt, Serra de l'Obac, Montserrat i Gallifa | Pela-roques                                  |
| Certhia brachydactyla         | Raspinell comú                               | Raspinell | Pinedes velles, alzinars, rouredes i boscos de ribera | Raspinell comú                               |
| Miliaria calandra             | Cruixidell                                   | | Conreus, especialment de cereals. | Cruixidell                                   |
| Emberiza citrinella           | Verderola                                    | | Hiverna en camps de conreu i boscos clars de la comarca. | Verderola                                    |
| Emberiza cia                  | Sit negre                                    | Sit, piula | A l'hivern, hi és força comú a hortes i conreus de tota la comarca. En canvi, a l'[estiu], fa niu a les zones més altes com roqueters, cingleres i bosquets de Sant Llorenç del Munt i Montserrat | Sit negre                                    |
| Emberiza hortulana            | Hortolà                                      | | Camps del Bages, Sant Llorenç Savall i Monistrol de Calders | Hortolà                                      |
| Emberiza cirlus               | Gratapalles                                  | | Hi és regular tot l'any a les vores de conreus i boscos clars. | Gratapalles                                  |
| Emberiza schoeniclus          | Repicatalons                                 | | Vall del riu Llobregat |                                              |
| Fringilla coelebs             | Pinsà comú                                   | Pinsà | A l'hivern, hi és força comú als camps de conreu. Durant l'època estival només s'hi localitza als boscos més humits (alzinars, rouredes i pinedes de pi roig). | Pinsà comú                                   |
| Fringilla montifringilla      | Pinsà mec                                    | | Hi és únicament com a hivernant. | Pinsà mec                                    |
| Serinus citrinella            | Llucareta                                    | | Navarcles. |                                              |
| Serinus serinus               | Gafarró                                      | | A l'estiu viu en pinedes més o menys esclarissades, conreus de ametllers i oliverars, i camps a la vora de cursos d'aigua. A l'hivern s'hi sol agrupar, juntament amb d'altres fringíl·lids pels camps de conreu | Gafarró                                      |
| Carduelis chloris             | Verdum                                       | Verderol | Bosquets a la vora de corrents d'aigua i, fins i tot, nia al bell mig de Sabadell sobre plàtans i pins. | Verdum                                       |
| Carduelis spinus              | Lluer                                        | Llua | Hi és com a hivernant a la Vall d'Horta, Can Pagès, Pla de la Bruguera, la vall del riu Llobregat i als afores de Sabadell | Lluer                                        |
| Carduelis carduelis           | Cadernera                                    | Cardenal, Cardina | A l'hivern viu a tota mena de camps de conreu (preferentment les brolles d'olivarda (Inula viscosa) de camps abandonats, tot i que prefereix criar en xaragalls i boscos de ribera | Cadernera                                    |
| Carduelis cannabina           | Passerell comú                               | Passerell | Vall del riu Llobregat i a gran part de la comarca. | Passerell comú                               |
| Loxia curvirostra             | Trencapinyes comú                            | Picapinyes, trencapinyes, bectort | Boscos de pins de Sant Llorenç del Munt, pinedes de rojalet i pi bord del nord-est de la comarca i, també, a Gallifa | Trencapinyes comú                            |
| Pyrrhula pyrrhula             | Pinsà borroner                               | Canonge | Hi és com a hivernant en llocs humits (boscos de ribera, torrents i xaragalls), com ara la vall del riu Llobregat, del riu Ripoll i Gallifa | Pinsà borroner                               |
| Coccothraustes coccothraustes | Durbec                                       | Trencaolives, torbec | Hi és com a hivernant en camps, oliverars i fruiterars humits de Matadepera, Castellar del Vallès, Olesa de Montserrat, etc. | Durbec                                       |
| Passer domesticus             | Pardal comú                                  | Pardal | Masos, conreus, pobles i ciutats de la comarca. | Pardal comú                                  |
| Passer montanus               | Pardal xarrec                                | | Viles petites, masies, cases aïllades, afores dels pobles i, sobretot, els camps. | Pardal xarrec                                |
| Petronia petronia             | Pardal roquer                                | Pardal tordà | Cingleres i penya-segats de la vall del riu Llobregat i tallats fluvials del riu Ripoll, tot i que no refusa ni els camps de conreu ni les construccions humanes. | Pardal roquer                                |
| Sturnus vulgaris              | Estornell vulgar                             | Estornell | Com a hivernant als camps del riu Llobregat i als camps baixos del Vallès | Estornell vulgar                             |
| Oriolus oriolus               | Oriol                                        | | Boscos de ribera, sots fluvials, xaragalls, pinedes i hortes que hi ha al llarg del riu Ripoll, Llobregat i rieres tributàries. També freqüenta pinedes seques i boscos cremats amb arbusts baixos com els que hi ha a Sant Llorenç del Munt i Sant Salvador de les Espases. També és present a la Serra de Collserola | Oriol                                        |
| Garrulus glandarius           | Gaig                                         | | Alzinars, pinedes i altres boscos (preferentment espessos). També freqüenta camps, vinyes i fruiterars | Gaig                                         |
| Pica pica                     | Garsa                                        | | Camps de conreu, vinyes, hortes i bosquets clars de la comarca. També és fàcil de trobar-ne en ambients urbans ja que menja les deixalles que hi troba. | Garsa                                        |
| Corvus monedula               | Gralla                                       | | Sant Llorenç del Munt (de tant en tant, però sempre en grans estols), vall del riu Llobregat (comú tot l'any i a on, fins i tot, cria dins la ciutat de Manresa) i la riera de Gaià. Abans criava als tallats fluvials de les vores de Sabadell però en va desaparèixer a causa de la caça | Gralla                                       |
| Corvus corone                 | Cornella                                     | | Can Massana i la subcomarca del Moianès | Cornella                                     |
| Corvus corax                  | Corb                                         | | Vall del riu Llobregat, Montserrat, Sant Llorenç del Munt, Vall d'Arenes, el Montcau, Castellsapera, Gallifa, Vilatersana, Castellgalí, Vacarisses i Olesa de Montserrat | Corb                                         |

## Mamífers
| Nom científic             | Nom català                                  | Altres noms d'àmbit comarcal             | Indrets on es troba | Imatge                                      |
| ------------------------- | ------------------------------------------- | ---------------------------------------- | --- | ------------------------------------------- |
| Crocidura russula         | Musaranya comuna                            |                                          | Conreus, hortes i erms de tota la comarca, però, especialment, a la plana. | Musaranya comuna                            |
| Suncus etruscus           | Musaranya etrusca                           |                                          | Conreus, erms, brolles i marges de boscos. | Musaranya etrusca                           |
| Erinaceus europaeus       | Eriçó comú                                  |                                          | Conreus de secà, d'ametllers, d'oliveres i hortes. Més rarament en boscos clars. | Eriçó comú                                  |
| Rhinolophus ferrumequinum | Ferradura grossa                            |                                          | Coves i avencs del Parc Natural de Sant Llorenç del Munt i l'Obac, i, també, a l'avenc de Castellsapera | Ferradura grossa                            |
| Rhinolophus euryale       | Ratpenat de ferradura mediterrani           |                                          | Hiverna a diverses coves i avencs del Parc Natural de Sant Llorenç del Munt i l'Obac. |                                             |
| Myotis myotis             | Ratpenat de musell llarg                    |                                          | Hiverna a l'avenc del Daví (dalt de la muntanya de Sant Llorenç del Munt). | Ratpenat de musell llarg                    |
| Myotis nattereri          | Ratpenat de Natterer                        |                                          | Present sempre al medi rural: campanars, masies i l'avenc del Castellet (prop del Puig de la Creu, Sentmenat). | Ratpenat de Natterer                        |
| Pipistrellus pipistrellus | Ratapinyada pipistrel·la                    |                                          | Pobles i ciutats on troba molts forats i escletxes per amagar-se durant el dia. | Ratapinyada pipistrel·la                    |
| Plecotus austriacus       | Ratpenat orellut meridional                 |                                          | Castellar del Vallès | Ratpenat orellut meridional                 |
| Tadarida teniotis         | Ratpenat cuallarg europeu                   |                                          | Viu a les ciutats (com ara, Sabadell) ocupant edificis, campanars i golfes de les cases. | Ratpenat cuallarg europeu                   |
| Miniopterus schreibersii  | Ratpenat de cova de Schreibers              |                                          | Present com a hivernant a alguns avencs del Parc Natural de Sant Llorenç del Munt i l'Obac i a l'avenc del Daví (el seu principal refugi hivernal a tot Espanya). | Ratpenat de cova de Schreibers              |
| Oryctolagus cuniculus     | Conill de bosc                              |                                          | Abundant arreu de la comarca: farigolars, pedregars, conreus, erms, brolles i boscos clars. |                                             |
| Lepus europaeus           | Llebre comuna                               |                                          | Al nord de la comarca i, només, durant l'hivern | Llebre comuna                               |
| Sciurus vulgaris          | Esquirol vermell europeu                    |                                          | pinedes, alzinars i rouredes | Esquirol vermell europeu                    |
| Eliomys quercinus         | Rata cellarda                               |                                          | Per totes les zones boscoses de la comarca: boscos clars, alzinars espessos i, també, als marges de vinyes abandonades. | Rata cellarda                               |
| Apodemus sylvaticus       | Ratolí de bosc                              |                                          | Viu tant a les pinedes seques de la plana com als alzinars i rouredes més humits del Parc Natural de Sant Llorenç del Munt i l'Obac | Ratolí de bosc                              |
| Mus musculus              | Ratolí casolà, ratolí comú, ratolí domèstic |                                          | Present sempre dins de les construccions humanes o a la vora d'elles. | Ratolí casolà, ratolí comú, ratolí domèstic |
| Mus spretus               | Ratolí de camp                              |                                          | Vores de conreus, terrenys erms, hortes i marges de boscos. És comú, sobretot, al Baix Vallès. |                                             |
| Rattus rattus             | Rata de camp, rata negra                    |                                          | Viu al medi rural i a les golfes de les masies, tot i que també ocupa les teulades i el capdamunt dels edificis de les ciutats. | Rata de camp, rata negra                    |
| Rattus norvegicus         | Rata comuna, rata de claveguera             |                                          | Present, sobretot, al medi urbà (clavegueres i abocadors d'escombraries). També li agraden les zones humides, com ara la vora dels rius. |                                             |
| Arvicola sapidus          | Rata d'aigua, rat-buf                       | Nat-buf                                  | Curs alt del riu Ripoll, riera de Gallifa, riu Llobregat i part occidental de la comarca. | Rata d'aigua, rat-buf                       |
| Microtus duodecimcostatus | Talpó comú                                  |                                          | Prats, camps, erms no pedregosos, roqueters careners del Parc Natural de Sant Llorenç del Munt i l'Obac i, sobretot, a la plana. |                                             |
| Lutra lutra               | Llúdria comuna                              |                                          | És present a la Riera de Calders i a una riera afluent del riu Llobregat. Extingida al Besòs i al Ripoll | Llúdria comuna                              |
| Meles meles               | Toixó, teixó                                |                                          | Zones conreades, vora cases de pagès, erms, pinedes clares i zones boscanes de la comarca. | Toixó, teixó                                |
| Mustela nivalis           | Mostela                                     |                                          | Camps, marges, pallers, construccions humanes i roqueters de Sant Llorenç del Munt | Mostela                                     |
| Martes foina              | Fagina                                      | Fugina, gorja blanc, gorja blanca, marta | Boscos (especiament l'alzinar) i roqueters com els que hi ha al Puig de la Creu, Monistrol de Calders, el Parc Natural de Sant Llorenç del Munt i l'Obac i El Farell | Fagina                                      |
| Genetta genetta           | Gat mesquer                                 | Gineta                                   | Zones boscanes (coníferes, alzinars) i Parc Natural de Sant Llorenç del Munt i l'Obac (Cavall Bernat). | Gat mesquer                                 |
| Vulpes vulpes             | Guineu comuna, guineu roja                  | Guineu, guilla                           | Abundant a la major part del Vallès. |                                             |
| Sus scrofa                | Porc senglar                                | Singlar, porc, berro i raió (la cria)    | Es reparteix uniformement a tota la zona de boscatges més densos de la comarca, tot i que envaixen les zones conreades i, fins i tot, s'apropen a la vora dels nuclis urbans de la plana vallesana. Tot i això, les poblacions més nombroses són al Parc Natural de Sant Llorenç del Munt i l'Obac | Porc senglar                                |